# فهرست گل‌های ملی روبرت لواندوفسکی
روبرت لواندوفسکی بهترین گلزن تاریخ تیم ملی فوتبال لهستان است. او از ۱۰ سپتامبر ۲۰۰۸ تا ۲۱ نوامبر ۲۰۲۳ در ۱۵۸ بازی ملی ۸۵ گل به ثمر رسانده است.

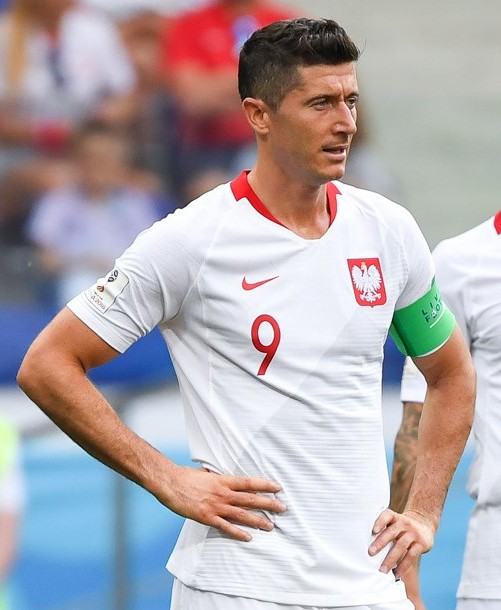
روبرت لواندوفسکی همراه با لهستان در جام جهانی ۲۰۱۸

در ۵ اکتبر ۲۰۱۷، او در پیروزی ۶ بر ۱ مقابل ارمنستان هتریک کرد و تعداد گل های ملی خود را به ۵۰ رساند و از رکورد ووجیمیش لوبانسکی (۴۸ گل) فراتر رفت.و بهترین گلزن تاریخ تیم ملی فوتبال لهستان شد. 
لوا موفق شد در ۲۶ نوامبر ۲۰۲۲ اولین گل خود را در مسابقات جام جهانی مقابل عربستان به ثمر رساند.

## گل های ملی
تا تاریخ ۲۱ نوامبر ۲۰۲۳
| شماره | بازی ملی | تاریخ           | میزبان      | حریف       | نتیجه    | رقابت                         |
| ----- | -------- | --------------- | ----------- | ---------- | -------- | ----------------------------- |
| ۱     | ۱        | ۱۰ سپتامبر ۲۰۰۸ | سن مارینو   | سان مارینو | برد ۲–۰  | مقدماتی جام جهانی ۲۰۱۰        |
| ۲     | ۴        | ۱۹ نوامبر ۲۰۰۸  | دوبلین      | ایرلند     | برد ۳–۲  | دوستانه                       |
| ۳     | ۷        | ۱ آوریل ۲۰۰۹    | کلیچه       | سان مارینو | برد ۱۰–۰ | مقدماتی جام جهانی ۲۰۱۰        |
| ۴     | ۱۹       | ۲۳ ژانویه ۲۰۱۰  | کورات       | سنگاپور    | ۶–۱+     | جام پادشاه                    |
| ۵     | ۱۹       | ۲۳ ژانویه ۲۰۱۰  | کورات       | سنگاپور    | ۶–۱+     | جام پادشاه                    |
| ۶     | ۲۰       | ۳ مارس ۲۰۱۰     | ورشو        | بلغارستان  | برد ۲–۰  | دوستانه                       |
| ۷     | ۲۶       | ۷ سپتامبر ۲۰۱۰  | کراکوف      | استرالیا   | باخت ۱–۲ | دوستانه                       |
| ۸     | ۲۹       | ۱۷ نوامبر ۲۰۱۰  | پوزنان      | ساحل عاج   | ۳–۱+     | دوستانه                       |
| ۹     | ۲۹       | ۱۷ نوامبر ۲۰۱۰  | پوزنان      | ساحل عاج   | ۳–۱+     | دوستانه                       |
| ۱۰    | ۳۰       | ۹ فوریه ۲۰۱۱    | فارو        | نروژ       | برد ۱–۰  | دوستانه                       |
| ۱۱    | ۳۶       | ۶ سپتامبر ۲۰۱۱  | گدانسک      | آلمان      | ۲–۲      | دوستانه                       |
| ۱۲    | ۳۷       | ۷ اکتبر ۲۰۱۱    | سئول        | کرهٔ جنوبی  | ۲–۲      | دوستانه                       |
| ۱۳    | ۳۸       | ۱۱ اکتبر ۲۰۱۱   | ویسبادن     | بلاروس     | برد ۲–۰  | دوستانه                       |
| ۱۴    | ۴۲       | ۲ ژوئن ۲۰۱۲     | ورشو        | آندورا     | برد ۴–۰  | دوستانه                       |
| ۱۵    | ۴۳       | ۸ ژوئن ۲۰۱۲     | ورشو        | یونان      | ۱–۱      | جام ملت‌های اروپا ۲۰۱۲         |
| ۱۶    | ۵۳       | ۲۶ مارس ۲۰۱۳    | ورشو        | سان مارینو | ۵–۰+     | مقدماتی جام جهانی ۲۰۱۴        |
| ۱۷    | ۵۳       | ۲۶ مارس ۲۰۱۳    | ورشو        | سان مارینو | ۵–۰+     | مقدماتی جام جهانی ۲۰۱۴        |
| ۱۸    | ۵۶       | ۶ سپتامبر ۲۰۱۳  | ورشو        | مونته‌نگرو  | ۱–۱      | مقدماتی جام جهانی ۲۰۱۴        |
| ۱۹    | ۶۱       | ۶ ژوئن ۲۰۱۴     | گدانسک      | لیتوانی    | برد ۲–۱  | دوستانه                       |
| ۲۰    | ۶۲       | ۷ سپتامبر ۲۰۱۴  | فارو        | جبل طارق   | ۷–۰+     | مقدماتی جام ملت‌های اروپا ۲۰۱۶ |
| ۲۱    | ۶۲       | ۷ سپتامبر ۲۰۱۴  | فارو        | جبل طارق   | ۷–۰+     | مقدماتی جام ملت‌های اروپا ۲۰۱۶ |
| ۲۲    | ۶۲       | ۷ سپتامبر ۲۰۱۴  | فارو        | جبل طارق   | ۷–۰+     | مقدماتی جام ملت‌های اروپا ۲۰۱۶ |
| ۲۳    | ۶۲       | ۷ سپتامبر ۲۰۱۴  | فارو        | جبل طارق   | ۷–۰+     | مقدماتی جام ملت‌های اروپا ۲۰۱۶ |
| ۲۴    | ۶۸       | ۱۳ ژوئن ۲۰۱۵    | ورشو        | گرجستان    | ۴–۰+     | مقدماتی جام ملت‌های اروپا ۲۰۱۶ |
| ۲۵    | ۶۸       | ۱۳ ژوئن ۲۰۱۵    | ورشو        | گرجستان    | ۴–۰+     | مقدماتی جام ملت‌های اروپا ۲۰۱۶ |
| ۲۶    | ۶۸       | ۱۳ ژوئن ۲۰۱۵    | ورشو        | گرجستان    | ۴–۰+     | مقدماتی جام ملت‌های اروپا ۲۰۱۶ |
| ۲۷    | ۶۹       | ۴ سپتامبر ۲۰۱۵  | فرانکفورت   | آلمان      | باخت ۱–۳ | مقدماتی جام ملت‌های اروپا ۲۰۱۶ |
| ۲۸    | ۷۰       | ۷ سپتامبر ۲۰۱۵  | ورشو        | جبل طارق   | ۸–۱+     | مقدماتی جام ملت‌های اروپا ۲۰۱۶ |
| ۲۹    | ۷۰       | ۷ سپتامبر ۲۰۱۵  | ورشو        | جبل طارق   | ۸–۱+     | مقدماتی جام ملت‌های اروپا ۲۰۱۶ |
| ۳۰    | ۷۱       | ۸ اکتبر ۲۰۱۵    | گلاسکو      | اسکاتلند   | ۲–۲      | مقدماتی جام ملت‌های اروپا ۲۰۱۶ |
| ۳۱    | ۷۱       | ۸ اکتبر ۲۰۱۵    | گلاسکو      | اسکاتلند   | ۲–۲      | مقدماتی جام ملت‌های اروپا ۲۰۱۶ |
| ۳۲    | ۷۲       | ۱۱ اکتبر ۲۰۱۵   | ورشو        | ایرلند     | برد ۲–۱  | مقدماتی جام ملت‌های اروپا ۲۰۱۶ |
| ۳۳    | ۷۳       | ۱۳ نوامبر ۲۰۱۵  | ورشو        | ایسلند     | ۴–۲+     | دوستانه                       |
| ۳۴    | ۷۳       | ۱۳ نوامبر ۲۰۱۵  | ورشو        | ایسلند     | ۴–۲+     | دوستانه                       |
| ۳۵    | ۸۱       | ۳۰ ژوئن ۲۰۱۶    | مارسی       | پرتغال     | ۱–۱ ۳–۵  | جام ملت‌های اروپا ۲۰۱۶         |
| ۳۶    | ۸۲       | ۴ سپتامبر ۲۰۱۶  | آستانه      | قزاقستان   | ۲–۲      | مقدماتی جام جهانی ۲۰۱۸        |
| ۳۷    | ۸۳       | ۸ اکتبر ۲۰۱۶    | ورشو        | دانمارک    | ۳–۲+     | مقدماتی جام جهانی ۲۰۱۸        |
| ۳۸    | ۸۳       | ۸ اکتبر ۲۰۱۶    | ورشو        | دانمارک    | ۳–۲+     | مقدماتی جام جهانی ۲۰۱۸        |
| ۳۹    | ۸۳       | ۸ اکتبر ۲۰۱۶    | ورشو        | دانمارک    | ۳–۲+     | مقدماتی جام جهانی ۲۰۱۸        |
| ۴۰    | ۸۴       | ۱۱ اکتبر ۲۰۱۶   | ورشو        | ارمنستان   | برد ۲–۱  | مقدماتی جام جهانی ۲۰۱۸        |
| ۴۱    | ۸۵       | ۱۱ نوامبر ۲۰۱۶  | بخارست      | رومانی     | ۳–۰+     | مقدماتی جام جهانی ۲۰۱۸        |
| ۴۲    | ۸۵       | ۱۱ نوامبر ۲۰۱۶  | بخارست      | رومانی     | ۳–۰+     | مقدماتی جام جهانی ۲۰۱۸        |
| ۴۳    | ۸۶       | ۲۶ مارس ۲۰۱۷    | پودگوریتسا  | مونته‌نگرو  | برد ۲–۱  | مقدماتی جام جهانی ۲۰۱۸        |
| ۴۴    | ۸۷       | ۱۰ ژوئن ۲۰۱۷    | ورشو        | رومانی     | ۳–۱+     | مقدماتی جام جهانی ۲۰۱۸        |
| ۴۵    | ۸۷       | ۱۰ ژوئن ۲۰۱۷    | ورشو        | رومانی     | ۳–۱+     | مقدماتی جام جهانی ۲۰۱۸        |
| ۴۶    | ۸۷       | ۱۰ ژوئن ۲۰۱۷    | ورشو        | رومانی     | ۳–۱+     | مقدماتی جام جهانی ۲۰۱۸        |
| ۴۷    | ۸۹       | ۴ سپتامبر ۲۰۱۷  | ورشو        | قزاقستان   | برد ۳–۰  | مقدماتی جام جهانی ۲۰۱۸        |
| ۴۸    | ۹۰       | ۵ اکتبر ۲۰۱۷    | ایروان      | ارمنستان   | ۶–۱+     | مقدماتی جام جهانی ۲۰۱۸        |
| ۴۹    | ۹۰       | ۵ اکتبر ۲۰۱۷    | ایروان      | ارمنستان   | ۶–۱+     | مقدماتی جام جهانی ۲۰۱۸        |
| ۵۰    | ۹۰       | ۵ اکتبر ۲۰۱۷    | ایروان      | ارمنستان   | ۶–۱+     | مقدماتی جام جهانی ۲۰۱۸        |
| ۵۱    | ۹۱       | ۸ اکتبر ۲۰۱۷    | ورشو        | مونته‌نگرو  | برد ۴–۲  | مقدماتی جام جهانی ۲۰۱۸        |
| ۵۲    | ۹۳       | ۲۷ مارس ۲۰۱۸    | خوژوف       | کرهٔ جنوبی  | برد ۳–۲  | دوستانه                       |
| ۵۳    | ۹۴       | ۸ ژوئن ۲۰۱۸     | پوزنان      | شیلی       | ۲–۲      | دوستانه                       |
| ۵۴    | ۹۵       | ۱۲ ژوئن ۲۰۱۸    | ورشو        | لیتوانی    | ۴–۰+     | دوستانه                       |
| ۵۵    | ۹۵       | ۱۲ ژوئن ۲۰۱۸    | ورشو        | لیتوانی    | ۴–۰+     | دوستانه                       |
| ۵۶    | ۱۰۴      | ۲۴ مارس ۲۰۱۹    | ورشو        | لتونی      | برد ۲–۰  | مقدماتی جام ملت‌های اروپا ۲۰۱۶ |
| ۵۷    | ۱۰۶      | ۱۰ ژوئن ۲۰۱۹    | ورشو        | اسرائیل    | برد ۴–۰  | مقدماتی جام ملت‌های اروپا ۲۰۲۰ |
| ۵۸    | ۱۰۹      | ۱۰ اکتبر ۲۰۱۹   | ریگا        | لتونی      | ۳–۰+     | مقدماتی جام ملت‌های اروپا ۲۰۲۰ |
| ۵۹    | ۱۰۹      | ۱۰ اکتبر ۲۰۱۹   | ریگا        | لتونی      | ۳–۰+     | مقدماتی جام ملت‌های اروپا ۲۰۲۰ |
| ۶۰    | ۱۰۹      | ۱۰ اکتبر ۲۰۱۹   | ریگا        | لتونی      | ۳–۰+     | مقدماتی جام ملت‌های اروپا ۲۰۲۰ |
| ۶۱    | ۱۱۲      | ۱۹ نوامبر ۲۰۱۹  | ورشو        | اسلوونی    | برد ۳–۲  | مقدماتی جام ملت‌های اروپا ۲۰۲۰ |
| ۶۲    | ۱۱۴      | ۱۴ اکتبر ۲۰۲۰   | وروتسواو    | بوسنی      | ۳–۰+     | لیگ ملت‌های اروپا ۲۱–۲۰۲۰      |
| ۶۳    | ۱۱۴      | ۱۴ اکتبر ۲۰۲۰   | وروتسواو    | بوسنی      | ۳–۰+     | لیگ ملت‌های اروپا ۲۱–۲۰۲۰      |
| ۶۴    | ۱۱۷      | ۲۵ مارس ۲۰۲۱    | بوداپست     | مجارستان   | ۳–۳      | مقدماتی جام جهانی ۲۰۲۲        |
| ۶۵    | ۱۱۸      | ۲۸ مارس ۲۰۲۱    | ورشو        | آندورا     | ۳–۰+     | مقدماتی جام جهانی ۲۰۲۲        |
| ۶۶    | ۱۱۸      | ۲۸ مارس ۲۰۲۱    | ورشو        | آندورا     | ۳–۰+     | مقدماتی جام جهانی ۲۰۲۲        |
| ۶۷    | ۱۲۱      | ۱۹ ژوئن ۲۰۲۱    | سویا        | اسپانیا    | ۱–۱      | جام ملت‌های اروپا ۲۰۲۰         |
| ۶۸    | ۱۲۲      | ۲۳ ژوئن ۲۰۲۱    | سن پترزبورگ | سوئد       | ۲–۳–     | جام ملت‌های اروپا ۲۰۲۰         |
| ۶۹    | ۱۲۲      | ۲۳ ژوئن ۲۰۲۱    | سن پترزبورگ | سوئد       | ۲–۳–     | جام ملت‌های اروپا ۲۰۲۰         |
| ۷۰    | ۱۲۳      | ۲ سپتامبر ۲۰۲۱  | ورشو        | آلبانی     | برد ۴–۱  | مقدماتی جام جهانی ۲۰۲۲        |
| ۷۱    | ۱۲۴      | ۵ سپتامبر ۲۰۲۱  | سن مارینو   | سان مارینو | ۷–۱+     | مقدماتی جام جهانی ۲۰۲۲        |
| ۷۲    | ۱۲۴      | ۵ سپتامبر ۲۰۲۱  | سن مارینو   | سان مارینو | ۷–۱+     | مقدماتی جام جهانی ۲۰۲۲        |
| ۷۳    | ۱۲۸      | ۱۲ نوامبر ۲۰۲۱  | ورشو        | آندورا     | ۴–۱+     | مقدماتی جام جهانی ۲۰۲۲        |
| ۷۴    | ۱۲۸      | ۱۲ نوامبر ۲۰۲۱  | ورشو        | آندورا     | ۴–۱+     | مقدماتی جام جهانی ۲۰۲۲        |
| ۷۵    | ۱۲۹      | ۲۹ سپتامبر ۲۰۲۲ | خوژوف       | سوئد       | برد ۲–۰  | مقدماتی جام جهانی ۲۰۲۲        |
| ۷۶    | ۱۳۱      | ۸ ژوئن ۲۰۲۲     | بروکسل      | بلژیک      | باخت ۱–۶ | لیگ ملت‌های اروپا ۲۳–۲۰۲۲      |
| ۷۷    | ۱۳۶      | ۲۶ نوامبر ۲۰۲۲  | الریان      | عربستان    | برد ۲–۰  | جام جهانی فوتبال ۲۰۲۲         |
| ۷۸    | ۱۳۸      | ۴ دسامبر ۲۰۲۲   | دوحه        | فرانسه     | باخت ۳–۱ | جام جهانی فوتبال ۲۰۲۲         |
| ۷۹    | ۱۴۲      | ۲۰ ژوئن ۲۰۲۳    | کیشیناو     | مولداوی    | باخت ۲–۳ | مقدماتی جام ملت‌های اروپا ۲۰۲۴ |
| ۸۰    | ۱۴۳      | ۸ سپتامبر ۲۰۲۳  | ورشو        | جزایر فارو | ۲–۰+     | مقدماتی جام ملت‌های اروپا ۲۰۲۴ |
| ۸۱    | ۱۴۳      | ۸ سپتامبر ۲۰۲۳  | ورشو        | جزایر فارو | ۲–۰+     | مقدماتی جام ملت‌های اروپا ۲۰۲۴ |
| ۸۲    | ۱۴۶      | ۲۱ نوامبر ۲۰۲۳  | ورشو        | لتونی      | برد ۲–۰  | دوستانه                       |

## هتریک
| # | تاریخ          | میزبان | حریف     | نتیجه | رقابت                         | تعداد گل |
| - | -------------- | ------ | -------- | ----- | ----------------------------- | -------- |
| ۱ | ۷ سپتامبر ۲۰۱۴ | فارو   | جبل طارق | ۷–۰   | مقدماتی جام ملت‌های اروپا ۲۰۱۶ | ۴        |
| ۲ | ۱۳ ژوئن ۲۰۱۵   | ورشو   | گرجستان  | ۴–۰   | مقدماتی جام ملت‌های اروپا ۲۰۱۶ | ۳        |
| ۳ | ۸ اکتبر ۲۰۱۶   | ورشو   | دانمارک  | ۳–۲   | مقدماتی جام جهانی ۲۰۱۸        | ۳        |
| ۴ | ۱۰ ژوئن ۲۰۱۷   | ورشو   | رومانی   | ۳–۱   | مقدماتی جام جهانی ۲۰۱۸        | ۳        |
| ۵ | ۵ اکتبر ۲۰۱۷   | ایروان | ارمنستان | ۶–۱   | مقدماتی جام جهانی ۲۰۱۸        | ۳        |
| ۶ | ۱۰ اکتبر ۲۰۱۹  | ریگا   | لتونی    | ۳–۰   | مقدماتی جام ملت‌های اروپا ۲۰۲۰ | ۳        |

## آمار

### بازی و گل های ملی بر اساس سال
| لهستان | لهستان | لهستان |
| سال    | بازی   | گل     |
| ------ | ------ | ------ |
| ۲۰۰۸   | ۴      | ۲      |
| ۲۰۰۹   | ۱۲     | ۱      |
| ۲۰۱۰   | ۱۳     | ۶      |
| ۲۰۱۱   | ۱۱     | ۴      |
| ۲۰۱۲   | ۱۰     | ۲      |
| ۲۰۱۳   | ۱۰     | ۳      |
| ۲۰۱۴   | ۶      | ۵      |
| ۲۰۱۵   | ۷      | ۱۱     |
| ۲۰۱۶   | ۱۲     | ۸      |
| ۲۰۱۷   | ۶      | ۹      |
| ۲۰۱۸   | ۱۱     | ۴      |
| ۲۰۱۹   | ۱۰     | ۶      |
| ۲۰۲۰   | ۴      | ۲      |
| ۲۰۲۱   | ۱۲     | ۱۱     |
| ۲۰۲۲   | ۱۰     | ۴      |
| ۲۰۲۳   | ۸      | ۴      |
| ۲۰۲۴   | ۱۰     | ۲      |
| مجموع  | ۱۵۶    | ۸۴     |

### بازی و گل های ملی بر اساس رقابت
| رقابت                    | بازی | گل |
| ------------------------ | ---- | -- |
| دوستانه                  | ۵۲   | ۱۸ |
| مقدماتی جام ملت‌های اروپا | ۲۸   | ۲۲ |
| جام ملت‌های اروپا         | ۱۱   | ۵  |
| لیگ ملت‌های اروپا         | ۱۳   | ۶  |
| مقدماتی جام جهانی فوتبال | ۳۷   | ۳۰ |
| جام جهانی فوتبال         | ۷    | ۲  |
| جام پادشاه               | ۳    | ۲  |
| مجموع                    | ۱۵۶  | ۸۴ |

### گل های ملی بر پایه رقیب
| رقیب            | گل |
| --------------- | -- |
| جبل طارق        | ۶  |
| سن مارینو       | ۶  |
| آندورا          | ۵  |
| رومانی          | ۵  |
| لتونی           | ۵  |
| ارمنستان        | ۴  |
| دانمارک         | ۳  |
| گرجستان         | ۳  |
| لیتوانی         | ۳  |
| مونته نگرو      | ۳  |
| سوئد            | ۳  |
| اسکاتلند        | ۳  |
| بوسنی و هرزگوین | ۲  |
| آلمان           | ۲  |
| ایسلند          | ۲  |
| ساحل عاج        | ۲  |
| قزاقستان        | ۲  |
| جمهوری ایرلند   | ۲  |
| سنگاپور         | ۲  |
| کره جنوبی       | ۲  |
| جزایر فارو      | ۲  |
| فرانسه          | ۲  |
| آلبانی          | ۱  |
| مولداوی         | ۱  |
| استرالیا        | ۱  |
| بلاروس          | ۱  |
| بلژیک           | ۱  |
| بلغارستان       | ۱  |
| شیلی            | ۱  |
| یونان           | ۱  |
| مجارستان        | ۱  |
| اسرائیل         | ۱  |
| نروژ            | ۱  |
| پرتغال          | ۱  |
| اسلوونی         | ۱  |
| اسپانیا         | ۱  |
| عربستان سعودی   | ۱  |
| مجموع           | ۸۴ |